# 鄭少偉
鄭少偉（Cheng Siu Wai "Henry"，1981年12月27日－），生於香港，港泰混血兒，已退役香港足球運動員，司職前鋒，父親為香港人而母親則是泰國人，由於其外貌和踢法與著名法國名宿亨利相似，故有「香港亨利」外號，在他效力香港代表隊期間被認為是其年代的最佳球員之一，在他的全盛時期常利用驚人的速度、技術和冷靜扭過對手令他時常擺脫對方守衛而取得進球，他在幾近每一季都能為球隊奪得獎盃。他又曾擔任香港超級聯賽球隊夢想FC的球會大使。

## 球員生涯
鄭少偉生於香港，在元朗區出生及長大，由於年少時未受過正規訓練，其踢法及動作都帶有街場的感覺。小時候在元朗街場獲招重文垂青，21歲的他在2002年代表花花初登甲組，期間已展示出極佳射手潛力，首個甲組入球便是隊友接應左路傳送凌空以右腳腳背彈入，出色的表現令他不久即獲奧運隊教練黎新祥召入大軍，原因是他擁有不俗控球、過人能力和把握力，連南華名宿黃文偉亦曾點名稱讚鄭少偉的腳下功夫。
鄭少偉於2003年轉投流浪，在2004年加盟勁旅南華，直至2008年外借到新軍天水圍飛馬，亦是他職業生涯首次擔任隊長，並且於2008年12月協助球隊奪得香港高級組銀牌冠軍。可是礙於身材單薄，對抗能力較差，鄭少偉起初發展浮浮沉沉，無論在南華或飛馬都是後備殺手居多。
2009年7月月底，鄭少偉轉投「香港巴塞」傑志，取法國名宿亨利加盟巴塞的噱頭，並會穿上亨利在巴塞隆拿穿著的14號球衣。他於2011年大多數時間只能後備落場，雖然傑志重奪失落47年的聯賽冠軍，惟鄭少偉自覺未能夠在傑志中爭取正選位置，為了得到更多出場機會決定轉投晨曦。
轉會後，鄭少偉被教練列卡度轉型為進攻中場，發揮的自由度和空間比較以住更大，季初既不時射入世界波，又不時妙傳隊友建功，並且獲香港隊重召出戰省港盃，又當選港甲10月最佳球員。除了攻入8球成為當時的華人神射手外，又帶領晨曦在高級組銀牌賽決賽擊敗南華成為冠軍，獲得來季亞協盃的參賽資格。2011年10月17日，鄭少偉為重開後的旺角大球場取得第1球創造歷史。
2012年7月，鄭少偉重返傑志。
2013年6月，鄭少偉得悉傑志來季大事舉辦將會引入多位高質素的前鋒，預計自己出場機會將會大大減少，為了爭取更多出場機會於是轉投東方沙龍。
2017年5月8日，鄭少偉於其個人Facebook透露將在季後退役，而贊助商更在他掛靴前給他一對寫住「Dream Big」的球鞋，寓意目標無限大。結果，鄭少偉在5月9日作客日本川崎前鋒的亞冠盃分組賽兼告別戰後備上陣15分鐘，期間東方球迷在比賽進行到第19分鐘時，齊齊高呼「亨利亨利」的名字，向身穿19號球衣的他致敬。賽後獲川崎前鋒著名球迷「菠蘿先生」送贈菠蘿一個。
2017年5月20日，東方龍獅於季後附加賽4強迎戰南華，隊友勞高於開賽6分鐘取得入球後便跑向後備席高舉鄭少偉的19號球衣致敬，其後球迷在比賽進行到19分鐘時高呼「鄭少偉」達1分鐘。半場時，鄭少偉從東方體育會主席康寶駒接過由球會送贈的19號簽名波衫，除東方龍獅球迷高呼名字外，前球會南華亦有球迷鼓掌致敬。最後鄭少偉終於在66分鐘後備入替，先有一記禁區外遠射中楣，更在87分鐘接應長傳高速壓入禁區，再推過出迎的南華門將曾文輝，引來後者犯規將其攔跌，球證直接向曾文輝出示紅牌及判罰12碼，由鄭少偉親自操刀協助東方龍獅大勝6–1完場。整個過程亦帶有鄭少偉年輕時的影子，賽後東方龍獅職球員穿上印有鄭少偉頭像及的上衣向他致謝。
5月27日，鄭少偉在季後附加賽決賽最後一次上陣，賽後正式掛靴。
鄭少偉於與姚學文一起擔任新成立的港超聯球會夢想FC的球會大使。

## 個人生活
有次鄭少偉於旺角大球場比賽後，一眾南華球迷在球場門外相約他去火鍋，他當時表示沒空，及後在一次香港甲組足球聯賽賽事中有球迷大呼「亨利打邊爐」，這句說話傳到其他球迷耳中，於是球迷凡看到鄭少偉上陣比場，就會以「亨利打邊爐」為打氣口號，南華推廣部有見及此遂安排鄭少偉於2007年11月和南華球迷同桌共享火鍋，主辦單位共開了兩圍。
鄭少偉與來自不同國界的外援隊友也能溝通自如，雖然他讀書只讀到中三，不過鄭少偉沒有怕醜主動講英文還持續上網學習增值，現在還學懂了西班牙文。

## 演藝事業
於2009年，鄭少偉以客串身份參與由無綫電視製作的《南華夢飛翔》的演出。不少支持者認為他有優勢的演技。當中更有支持者看到他的演出後表示要經常到球場看鄭少偉比賽。

## 榮譽
南華
- 香港甲組足球聯賽冠軍（2006–07、2007–08季度）

天水圍飛馬
- 香港高級組銀牌冠軍（2008–09季度）

傑志
- 香港甲組足球聯賽冠軍（2010–11季度）

晨曦
- 香港高級組銀牌冠軍（2011–12季度）

東方龍獅
- 香港超級聯賽冠軍（2015–16季度）
- 香港足總盃冠軍（2013–14季度）

香港代表隊
- 省港盃冠軍（2009、2012、2013年）
- 港澳埠際賽冠軍（2007年）

個人
- 香港甲組足球聯賽 10月最有價值球員（2012–13季度）

## 外部連結
- 香港足球總會網頁球員註冊資料 （页面存档备份，存于）